# Port Arthur (Texas)

Poloha Port Arthuru

Port Arthur je přístavní město ležící 144 km východně od Houstonu v zátoce pobřeží státu Texas v USA. Nachází se v okrese Jefferson County. Leží na západním břehu jezera Sabine. Po sčítání lidu v roce 2020 populace města činila 56 039 obyvatel.

## Historie
Svoje jméno získal podle jmenovce Arthura E. Stilwella, kterému patřila parcela města v roce 1895. Stilwell předpokládal, že se Port Arthur jako přístavní město stane letoviskem a chtěl přesto vybudovat železniční mezník, kterým by byla trasa mezi Port Arthurem a Kansas City. Nad Stilwellovým plánem však získal kontrolu John W. Gates a v roce 1900 postavil v Port Arthuru rýžový mlýn. Následně na to dal postavit portarthurský lodní kanál, přičemž utratil 1,4 miliónů dolarů, aby ho potom odkoupil federálním úřadem za jeden dolar.

## Významní rodáci
- Janis Joplin – zpěvačka, hudebnice
- Laura Joplinová – autorka knih